# Brianhuntleya
Brianhuntleya är ett släkte av isörtsväxter. Brianhuntleya ingår i familjen isörtsväxter.
Kladogram enligt Catalogue of Life:
| Brianhuntleya | \| \| Brianhuntleya intrusa \| \| \| \| \| \| Brianhuntleya purpureostyla \| \| \| \| \| \| Brianhuntleya quarcicola \| \| \| \| |
|               | \| \| Brianhuntleya intrusa \| \| \| \| \| \| Brianhuntleya purpureostyla \| \| \| \| \| \| Brianhuntleya quarcicola \| \| \| \| |
|               | Brianhuntleya intrusa |
|               | |
|               | Brianhuntleya purpureostyla |
|               | |
|               | Brianhuntleya quarcicola |
|               | |